# USS Shad (SS-235)
| «Шед» | «Шед»                                                                                | «Шед»                                                                                |
| --- | ------------------------------------------------------------------------------------ | ------------------------------------------------------------------------------------ |
| USS Shad (SS-235) |                                                                                      |                                                                                      |
| |                                                                                      |                                                                                      |
| Американський ПЧ «Шед» спускають на воду на Портсмутській військово-морській верфі. 15 квітня 1942                                                                                    |                                                                                      |                                                                                      |
| Верф | Portsmouth Naval Shipyard, Кіттері                                                   | Portsmouth Naval Shipyard, Кіттері                                                   |
| Під прапором | США                                                                                  | США                                                                                  |
| Належність | ВМС США                                                                              | ВМС США                                                                              |
| Порт приписки | Росайт, Перл-Гарбор                                                                  | Росайт, Перл-Гарбор                                                                  |
| Замовлення | 28 червня 1940                                                                       | 28 червня 1940                                                                       |
| Закладений | 20 жовтня 1941                                                                       | 20 жовтня 1941                                                                       |
| Спуск на воду | 15 квітня 1942                                                                       | 15 квітня 1942                                                                       |
| Введений до складу флоту | 12 червня 1942                                                                       | 12 червня 1942                                                                       |
| Виведений зі складу флоту | 1 квітня 1960                                                                        | 1 квітня 1960                                                                        |
| На службі | 1942—1960                                                                            | 1942—1960                                                                            |
| Сучасний статус | 11 липня 1960 року проданий на брухт                                                 | 11 липня 1960 року проданий на брухт                                                 |
| Бойовий досвід | Друга світова війна Битва за Атлантику Тихоокеанський ТВД                            | Друга світова війна Битва за Атлантику Тихоокеанський ТВД                            |
| Нагороди | 6 бойових зірок                                                                      | 6 бойових зірок                                                                      |
| Проєкт |                                                                                      |                                                                                      |
| Тип ПЧ | дизель-електричний торпедний ДПЧ                                                     | дизель-електричний торпедний ДПЧ                                                     |
| Розробник проєкту | Electric Boat                                                                        | Electric Boat                                                                        |
| Основні характеристики |                                                                                      |                                                                                      |
| Швидкість (надводна) | 21 вузол (39 км/год)                                                                 | 21 вузол (39 км/год)                                                                 |
| Швидкість (підводна) | 9 вузлів (17 км/год)                                                                 | 9 вузлів (17 км/год)                                                                 |
| Робоча глибина занурення | 60 м                                                                                 | 60 м                                                                                 |
| Гранична глибина занурення | 91 м                                                                                 | 91 м                                                                                 |
| Дальність плавання | 11 000 миль (20 000 км) на швидкості 10 вузлів (18,6 км/год) (надводна)              | 11 000 миль (20 000 км) на швидкості 10 вузлів (18,6 км/год) (надводна)              |
| Автономність плавання | 48 годин на швидкості 2 вузли (3,7 км/год)                                           | 48 годин на швидкості 2 вузли (3,7 км/год)                                           |
| Екіпаж | 83 офіцери та матроси                                                                | 83 офіцери та матроси                                                                |
| Розміри |                                                                                      |                                                                                      |
| Довжина найбільша (по КВЛ) | 95,02 м                                                                              | 95,02 м                                                                              |
| Ширина корпусу найб. | 8,31 м                                                                               | 8,31 м                                                                               |
| Середня осадка (по КВЛ) | 5,2 м                                                                                | 5,2 м                                                                                |
| Водотоннажність надводна | 1 510 т                                                                              | 1 510 т                                                                              |
| Силова установка |                                                                                      |                                                                                      |
| дизель-електрична; 4 × головні дизельних двигуни Fairbanks-Morse Model 38D8-1⁄8 2 × 126-секційні хімічних батареї типу Sargo 4 × високошвидкісні електродвигуни Elliott з редукторами |                                                                                      |                                                                                      |
| Гвинти | 2                                                                                    | 2                                                                                    |
| Потужність | 2 740-5400 к.с.                                                                      | 2 740-5400 к.с.                                                                      |
| Озброєння |                                                                                      |                                                                                      |
| Артилерія | 1 × 76-мм палубна гармата / 50 калібрів                                              | 1 × 76-мм палубна гармата / 50 калібрів                                              |
| Торпедно- мінне озброєння | 10 × 533-мм торпедних апаратів 16 торпед 2 × 1016-мм мінних загороджувачі (60 мін)   | 10 × 533-мм торпедних апаратів 16 торпед 2 × 1016-мм мінних загороджувачі (60 мін)   |
| ППО | 1 × 40-мм зенітна гармата Bofors L60 1 × 20-мм автоматична зенітна гармата «Ерлікон» | 1 × 40-мм зенітна гармата Bofors L60 1 × 20-мм автоматична зенітна гармата «Ерлікон» |

«Шед» (англ. USS Shad (SS-235) — американський підводний човен типу «Гато», що перебував у складі військово-морських сил США у роки Другої світової війни.

## Історія створення
«Шед» був закладений 20 жовтня 1941 року на верфі компанії Portsmouth Naval Shipyard у Кіттері, штат Мен. 15 квітня 1942 року він був спущений на воду, а 12 червня 1942 року увійшов до складу ВМС США.

## Історія служби
Після завершення випробувань біля узбережжя Нової Англії «Шед» у складі 50-ї ескадри підводних човнів (SubRon 50) вийшов у спеціальний патруль до точки біля узбережжя Мехдії, Французьке Марокко, щоб провести розвідку в рамках підготовки до операції «Смолоскип», висадки морського десанту союзників у Північній Африці. Після виконання визначеного завдання корабель відплив до Росайта, Шотландія, для ремонту та завершення навчання.
Другий бойовий похід «Шеда» пройшов у Біскайській затоці та іспанських прибережних водах разом з іншими підрозділами SubRon 50 під британським командуванням. Хоча більшість суден, які він помітив, були нейтральними іспанськими кораблями, підводний човен потопив ворожий траулер, баржу та серйозно пошкодив ескортний міноносець, перш ніж 12 лютого 1943 року повернувся до Росайта для ремонту.
7 березня, після завершення переобладнання, «Шед» вирушив з Шотландії у свій третій бойовий похід, знову прямуючи до Біскайської затоки. Під час цієї місії, 1 квітня він пошкодив проривач блокади «П'єтро Орсеоло», перш ніж повернутися до Шотландії 12 квітня.
Четверте патрулювання «Шеда», що пройшло в норвезьких водах, і п'яте військове патрулювання, проведене на шляху назад до Сполучених Штатів, пройшли без подій.
Після ремонту та модернізації в Нью-Лондоні, човен перевели на Тихоокеанський театр війни. 28 вересня 1943 року він вийшов у складі першої американської «вовчої зграї» човнів, що складалася з «Шеда», «Церо» і «Грейбека», у шостий бойовий похід до берегів Японії.
12 серпня 1944 року він вийшов у сьомий бойовий похід у водах навколо Японських островів. 19 вересня «Шед» торпедував і потопив ескортний корабель (фрегат) «Іосіма» і, як і очікувалося, був змушений витримати тривалу атаку глибинними бомбами. 22 вересня «Шед» ледве уникнув знищення, обійшовши дві торпеди, ймовірно, випущені ворожим підводним човном.
Восьмий бойовий похід Шед провів у складі скоординованої атакуючої групи з «Редфішем» і «Трешером» у районі північно-східного узбережжя Формози та в Східно-Китайському морі. За винятком кількох несуттєвих контактів з малими ворожими суднами, патрулювання пройшло без ускладнень, і 5 січня 1945 року підводний човен повернувся в Перл-Гарбор.
12 лютого човен діяв разом з човнами «Пето» і «Трешером» у «вовчій зграї», патрулюючи Лусонську протоку.
Під час свого десятого військового патрулювання «Шед» діяв як частина ще однієї скоординованої атакуючої групи з «Балао», «Драконетом» і «Спайкфішом», цього разу в Жовтому та Східно-Китайському морях. У ніч на 17 травня субмарина вийшов на велике вантажне судно з двома ескортними кораблями. «Шед» випустив три торпеди і швидко вийшов із зони ураження. Одна торпеда влучила у ніс вантажного судна «Чосан Мару», повністю розірвавши його носову частину, і судно швидко пішло на дно. Конвоїри кинулися в погоню, але «Шед» втік і відновив патрулювання.